# 224 Oceana
224 Oceana eller 1933 HO är en asteroid i huvudbältet som upptäcktes den 30 mars 1882 av den österrikiske astronomen Johann Palisa. Den fick senare namnet Oceana efter Stilla havet.
Oceanas senaste periheliepassage skedde den 14 november 2020.[Uppdatering behövs] Dess rotationstid har beräknats till 9,40 timmar. Asteroiden har uppmätts till diametern 61,82 km.